# 福島県道328号中沢西若松停車場線
福島県道328号中沢西若松停車場線（ふくしまけんどう328ごう なかさわにしわかまつていしゃじょうせん）は、福島県会津若松市にある一般県道である。

## 路線概要
- 起点：会津若松市町北町大字中沢字大道西下甲
- 終点：会津若松市材木町1丁目
- 総延長：3.662km[1]
  - 実延長：3.305km
- 路線認定年月日：1959年8月31日[2]

### 重用区間
- - 福島県道59号会津若松三島線（御旗町地内）

### 道路施設
柳原橋
- 全長：64.0m
- 幅員：4.8m
- 竣工：1955年[3]

神指町大字南四合字川向から字若宮丁（河川敷内）を経て柳原町2丁目、御旗町に至り、一級水系阿賀野川水系湯川を渡る。橋上は上下対面通行で供用されているがセンターラインや歩道の整備されていない隘路であり、下流側に架けられた市道幹I-20号の新柳原橋が事実上のバイパスルートとして整備されている。
西若松跨線橋（JR只見線・会津鉄道会津線・JR西若松駅）
- 全長：475m
- 幅員：25m
- 開通：2000年

材木町1丁目から城西町、河原町に至り、JR西若松駅構内を横切る形でJR只見線、会津鉄道会津線を渡る。都市計画道路幕の内小田橋線・重要幹線街路事業によって整備された。橋梁途上の材木町1丁目、城西町の境界が当路線の終点である。橋上は上下対向2車線で供用され歩道は設置されておらず、歩行者、自転車は西若松駅構内の東西自由通路を用いる。

## 通過する自治体
- 会津若松市

## 接続・交差する道路
- 国道252号（町北町大字中沢字大道西下甲 起点）
- 福島県道366号滝谷桧原線（神指町大字中四合字千苅
- 福島県道59号会津若松三島線 三島方面（御旗町）
- 福島県道59号会津若松三島線 会津若松市街地方面（御旗町）
- 福島県道211号西若松停車場南町線（材木町1丁目（西若松跨線橋上） 終点）

## 沿線
- JR只見線 西若松駅